# Atlantis (1906)
Pour les articles homonymes, voir Atlantis.
L'Atlantis est un trois-mâts goélette néerlandais à coque acier construit en 1906. Il est utilisé comme bateau-phare à moteur jusqu'au années 80 ou il est aménagé en voilier de croisières.

## Caractéristiques
L’Atlantis est un trois-mâts barque de 57 m de long (longueur hors tout) à coque acier, avec une largeur (maitre-bau) de 7.4 m et un tirant d'eau de 4.5 m. Il est équipé d'un moteur auxiliaire de 750 chevaux et de 14 voiles formant 742 m² de surface de voilure :
- 1 brigantine,
- 4 focs,
- 5 voiles d'étais dont deux basses servant de grande voile auriques,
- 4 voiles carrées : misaine, hunier de misaine, perroquet de misaine et cacatois de misaine).

Sa vitesse sous voiles est de 10 nœuds et de 8 nœuds au moteur.
Le navire possède 18 cabines doubles pour une capacité d’accueil de 36 personnes en navigation ou 140 passagers en sortie journalière, avec un salon de réception sur le pont supérieur d'une capacité de 80 invités.

## Historique

### 1906-1984: Bateau-phare
Construit en 1906 à Hambourg (J.N.H. Wichlorst), ce bateau est sans mât à l'origine. Il commence sa longue carrière comme bateau-phare dans l'estuaire de l'Elbe sous le nom Elbe 2 ou Bürgermeister Bartels.

### Années 80: Première restauration
Malgré sa conception originale à moteur, le navire à une coque conçu comme un voilier. Profitant de cette ligne, son propriétaire néerlandais (Rederij Atlantis) le transforme en voilier de croisière au début des années 1980, pour naviguer en Europe occidentale et en mer des Caraïbes sous le nom d’Atlantis. La restauration en profondeur a lieu de 1984 à 1985 à Hambourg (Scheel & Joehnk Shipyard) et Szczecin en Pologne (Ship Repair Yard), le navire à moteur est converti en trois-mâts goélette avec comme port d'attache Hoorn aux Pays-Bas.

### Année 2000: Deuxième restauration
En 2005, il incorpore la flotte de la société Tallship Company (Pays-Bas) avec comme port d'attache Harlingen. Il subit une deuxième transformation en voilier de luxe.
Il participe l'Armada à Rouen en 2008 et 2013.

## Galerie d'images

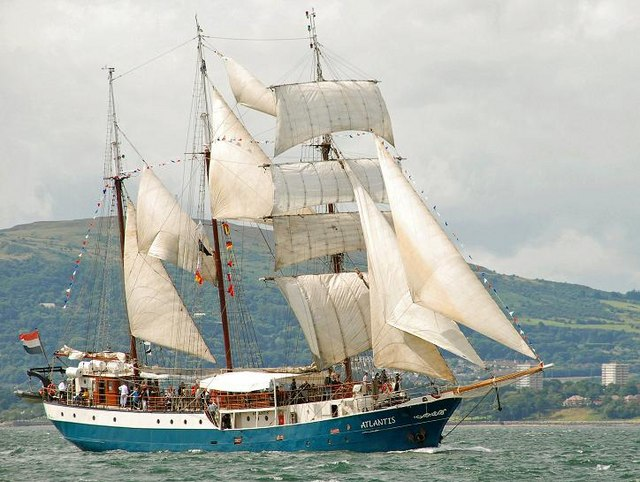
LAtlantis à Belfast en 2009